# Liracraea otakauica
Liracraea otakauica är en snäckart som beskrevs av Powell 1942. Liracraea otakauica ingår i släktet Liracraea och familjen kägelsnäckor. Inga underarter finns listade i Catalogue of Life.